# إم أي زد-7310

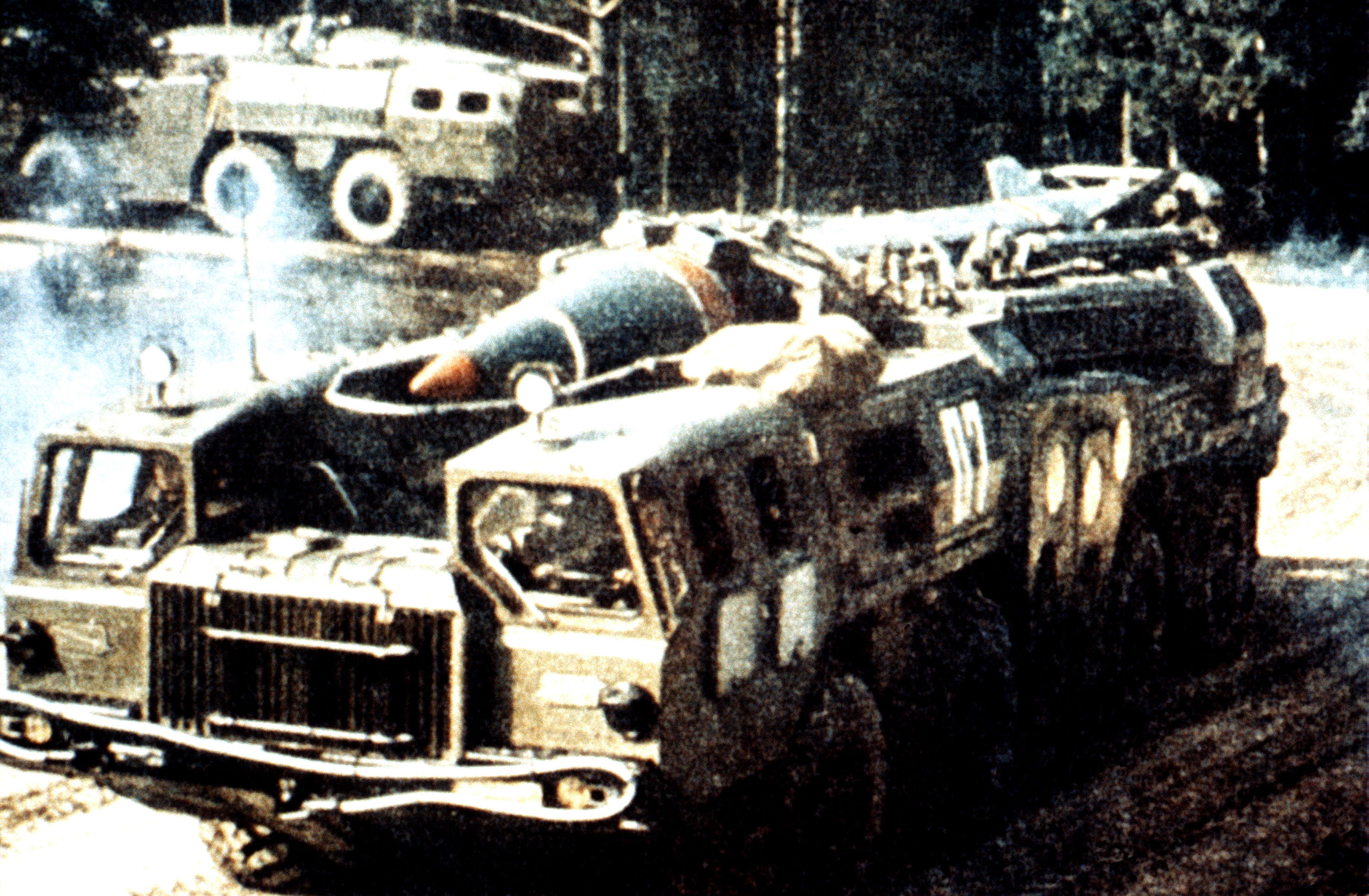
إم أي زد -543 تحمل سكود سي، سكود بي ، (البروس 9K72)

مركبة إم أي زد -7310 / 543 الأعصار (بالروسية: МАЗ-543/МАЗ-7310  - Ураган)‏ هي مركبة مدفعية وشاحنة سوفيتية/بيلاروسية ذو عجلات ثمانية الدفع تصميم وتطوير MAZ مصنع السيارات مينسك  [الإنجليزية] في ما يعرف الآن روسيا البيضاء.

## صور

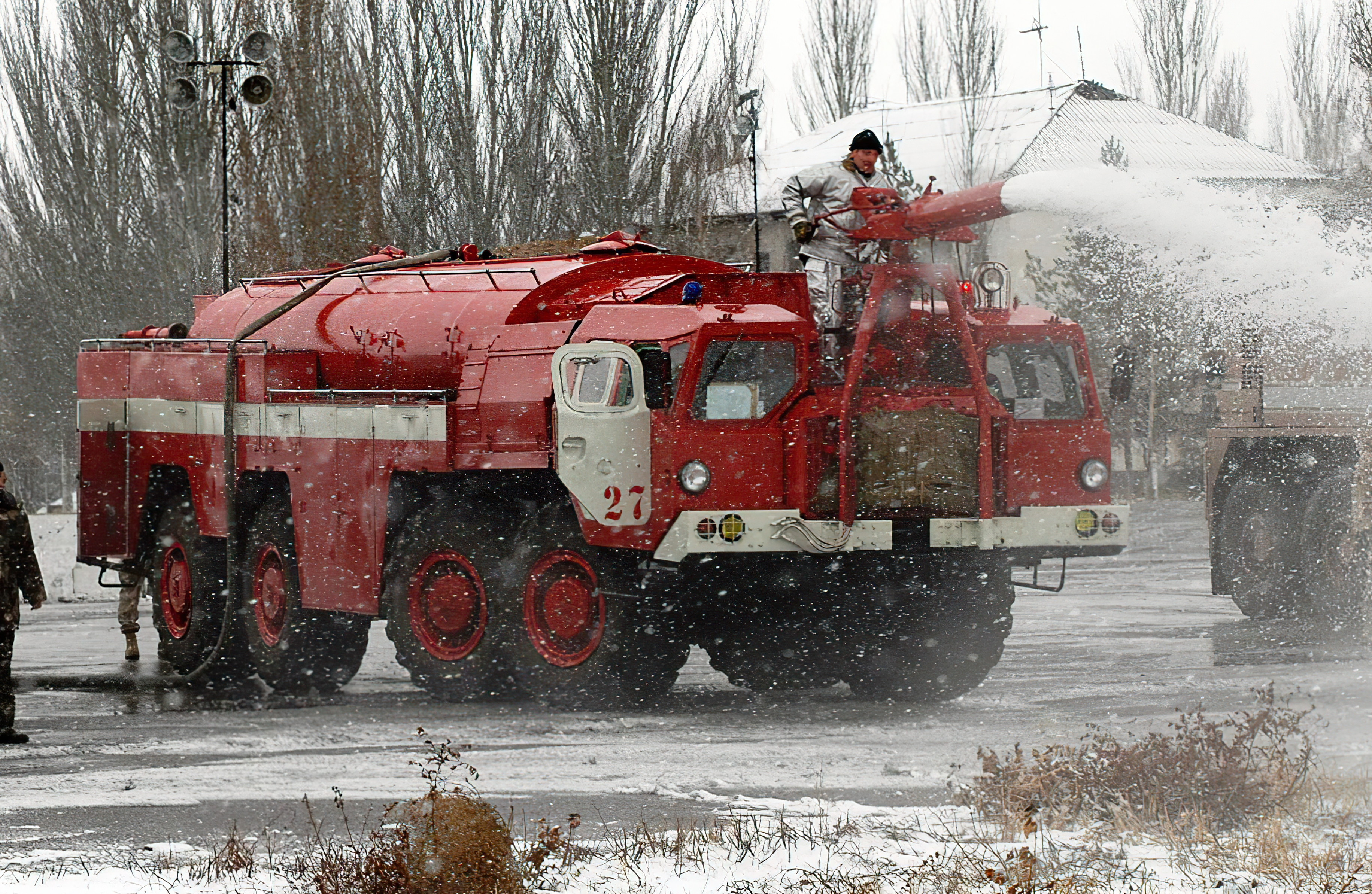
إم أي زد-543 شاحنة اطفاء المطار في مطار قيرغيزستان
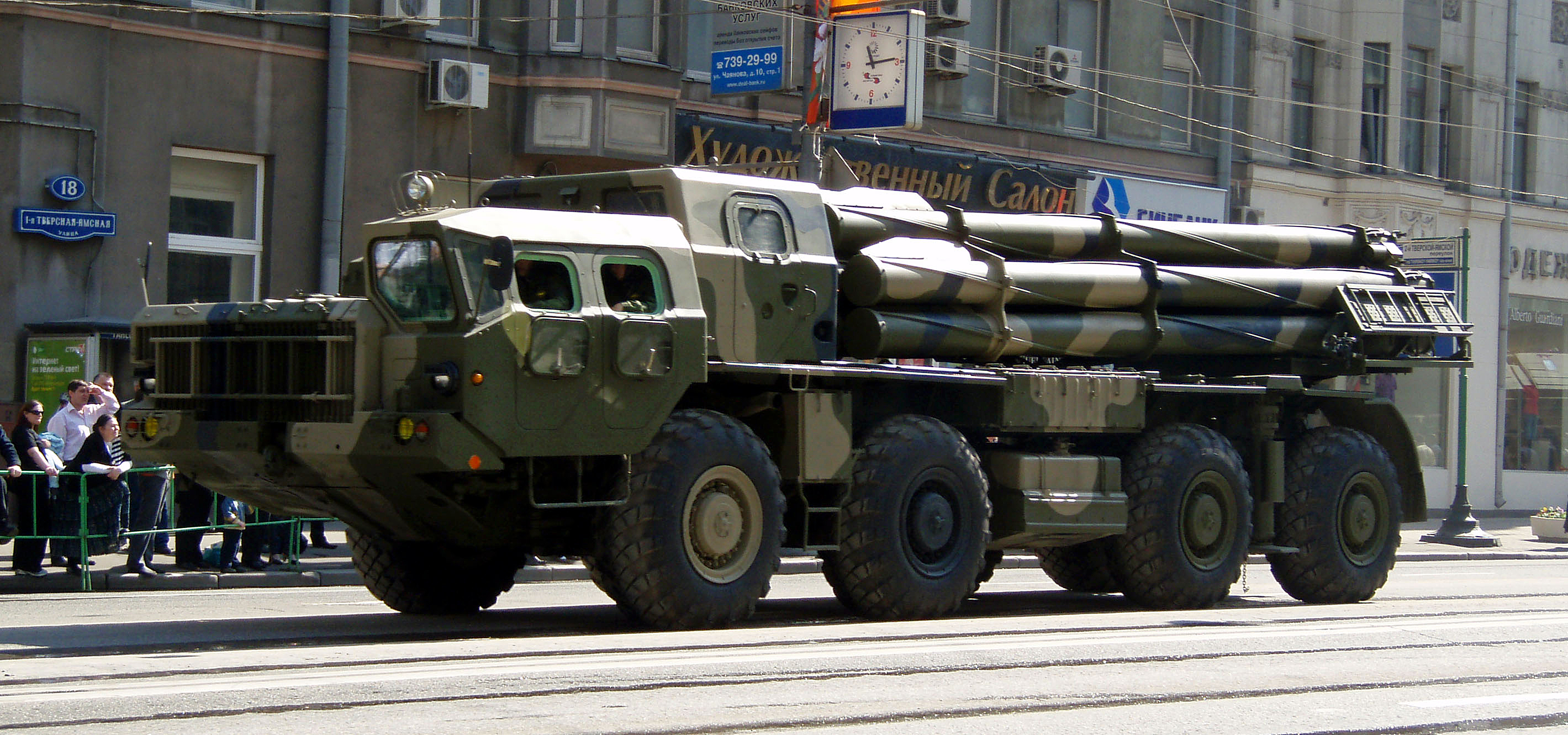
إم أي زد-543M بي إم-30 سميرتش
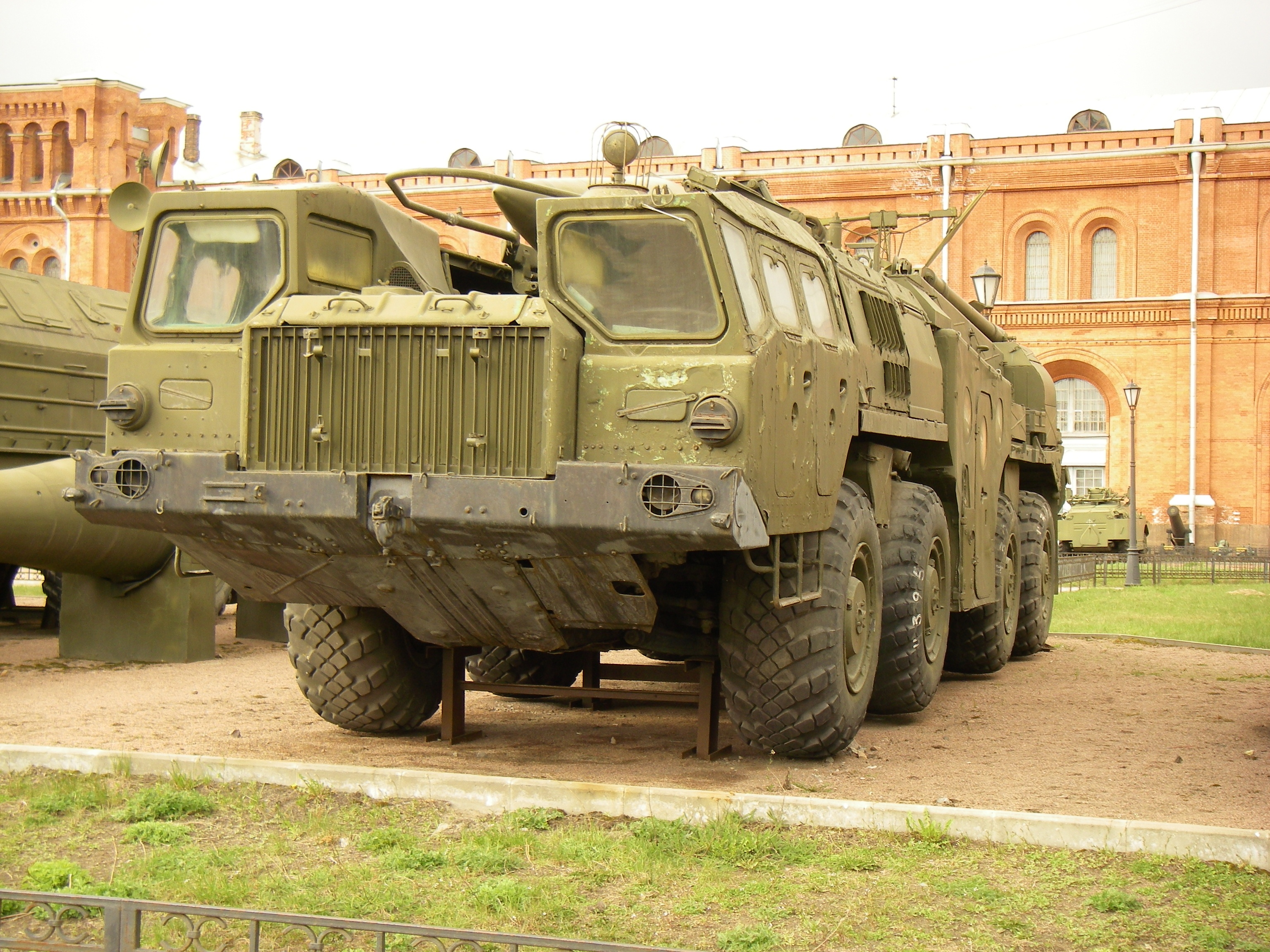
قاذفة البروس 9K72
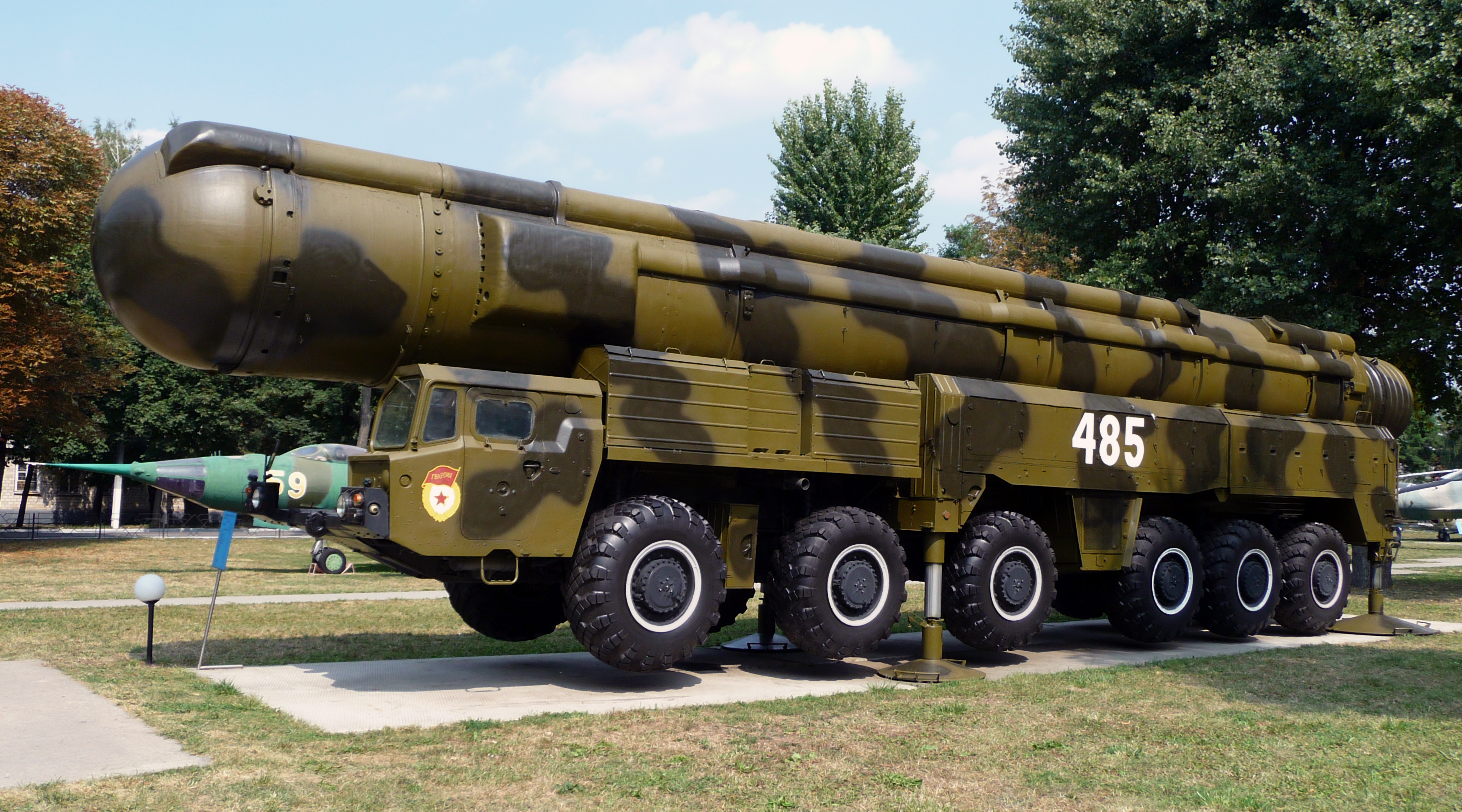
إم أي زد -547 مع SS-20 صابر
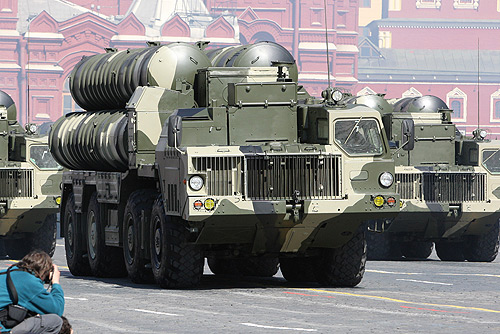
إم أي زد-7910 مع صواريخ دفاع جوي مجمعة أس - 300
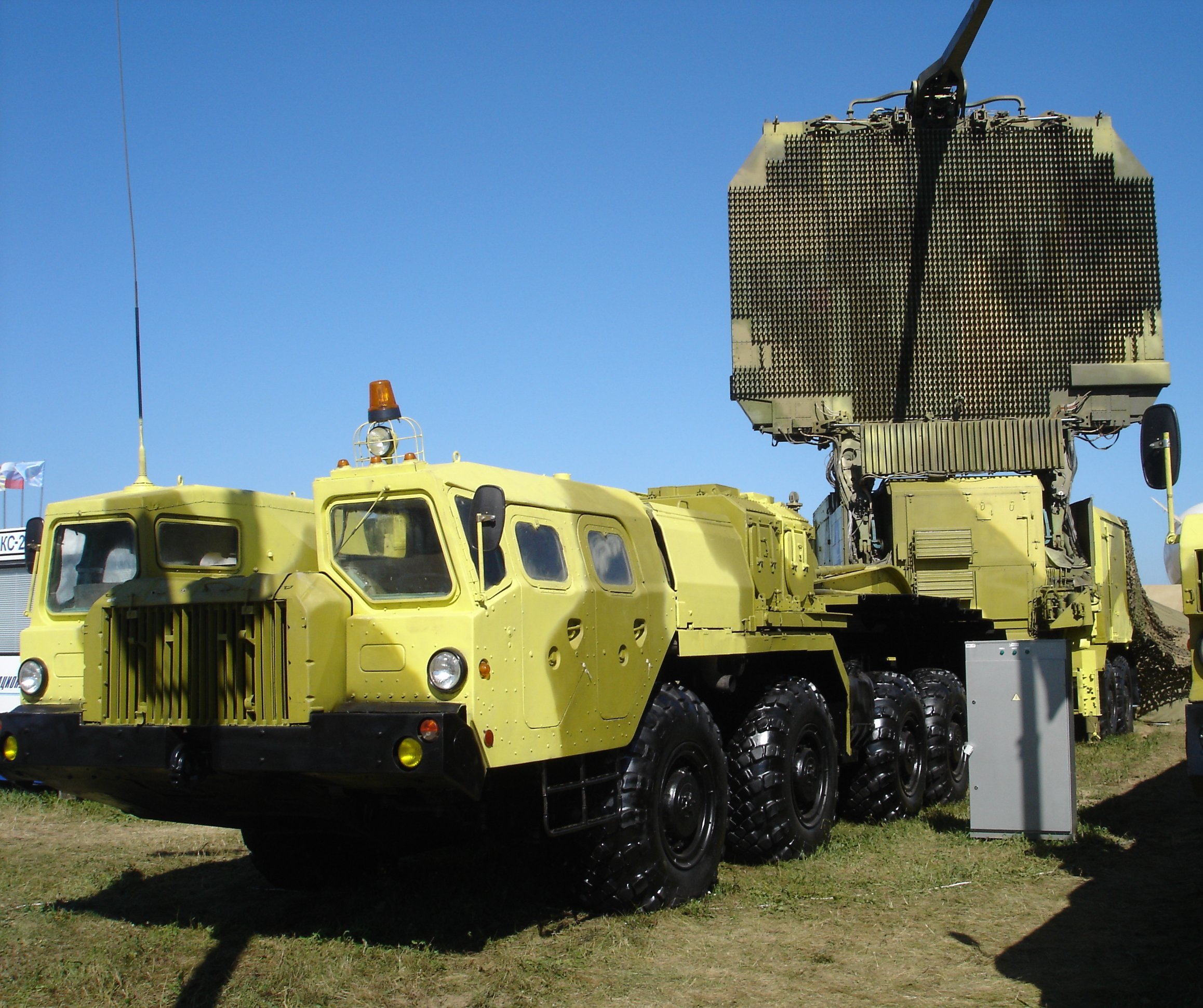
إم أي زد -74106 مع رادار 64N6